# Distrito de inovação
Um distrito de inovação é uma área geográfica de abrangência compacta onde Instituições, Conjuntos residenciais, Empresas,Incubadoras de Empresas| e Startups, se unem gerando uma região propícia ao desenvolvimento de novas ideias, produtos e serviços. Ao contrário do que ocorre no Vale do Silício, onde a abrangência geográfica e dispersão de pessoas e construções são grandes, estas regiões são menores, facilitando o acesso e a mobilidade através de ônibus, bicicletas ou até mesmo a pé, havendo também, na paisagem destes lugares, uma mistura envolvendo residências, escritórios e comércio.

## A Dinâmica
Em vez de morar em lugares mais afastados enfrentando problemas urbanos típicos como congestionamentos, muitas pessoas optam por morar perto de onde trabalham. Desta forma, elas podem fazem compras, frequentar restaurantes e bares, além de utilizar serviços que são instalados na vizinhança, o que intensifica seus contatos sociais. Essa dinâmica impulsiona a economia das cidades que, ao invés de insistirem nas formas tradicionais de revitalização, refletidas na forma de construção de moradias, corredores comerciais ou até mesmo estádios esportivos, apostam nos distritos de inovação como forma de movimentar suas rotinas e tornar suas economias mais competitivas a partir da criação de produtos, tecnologias e soluções de mercado. A estratégia passa por reunir setores e profissionais de diversas áreas como tecnologia da informação, biociência, energia e educação, impulsionando um desenvolvimento mais inclusivo e com altos índices de produtividade. É também uma forma de responder ao crescimento econômico lento, ao rigor no controle de gastos nacionais e a problemas fiscais locais, alguns dos principais desafios enfrentados pelas cidades que desejam crescer. A aposta em distritos de inovação mostra-se útil também para enfrentar a desigualdade social, a expansão urbana desenfreada e  degradação ambiental.

## Onde Existem Distritos de Inovação
Os distritos de inovação estão surgindo em dezenas de cidades e áreas metropolitanas ao redor do mundo e já refletem questões relativas a planejamento formal. Em alguns casos, áreas subutilizadas (como antigos espaços industriais) estão sendo redesenhadas para gerá-los. Outros ainda estão tomando forma com base na transformação de parques tradicionais.
Boston, em Massachussets, EUA, é uma das cidades que merece destaque entre as que possuem estes distritos de inovação. A área conhecida como Seaport Innovation District tem se tornado cada vez mais famosa em virtude desta concentração de talentos e desenvolvimento de produtos e serviços de tecnologia, sendo chamada também, em virtude deste foco em inovação, de Cyber District. Entre as empresas que se encontram neste espaço geográfico estão:
- Dune Medical Devices
- Hamilton, Brook, Smith & Reynolds
- Rethink Robotics
- Rodney Brooks
- State Street
- NECN

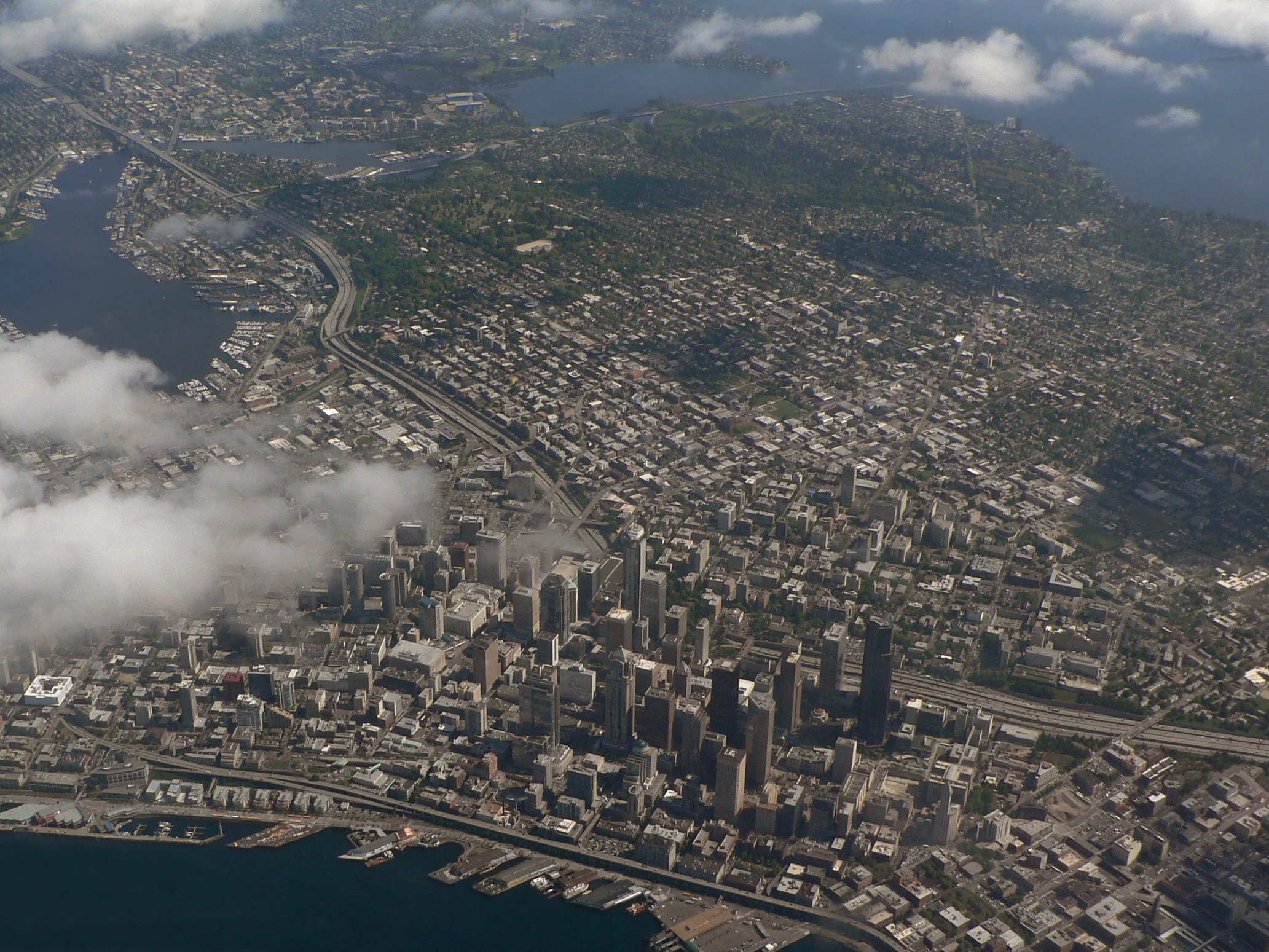
Vista aérea da cidade de Seattle, sede de um famoso distrito de inovação - o South Lake Union.

Outro distrito de inovação pode ser apontado na cidade de Seattle, no Estado de Washington, também nos EUA. O local conhecido como South Lake Union - SLU passou, em pouco mais de uma década, de uma simples região de armazéns a uma área aglomeradora de habitações, tráfego e firmas globais de tecnologia e ciências. A Vulcan Real Estate, uma empresa de propriedade do co-fundador da Microsoft, Paul Allen, liderou a transformação. Na sequência de um referendo onde  não conseguiu aprovar um parque público, a Vulcan começou a juntar imóveis em dificuldades na área. No início de 2000, ela convenceu a Universidade de Washington a sediar seu campus de medicina e biociência no local. Assim, a Universidade de Washington e o Fred Hutchinson Cancer Research Center também instalado no local existente impulsionaram o crescimento de empresas de saúde e ciências na região. No final da década de 2000, a Amazon decidiu instalar sua sede global em South Lake Union, acelerando o crescimento não só na habitação e no varejo, mas também de empresas empreendedoras.
Além de Boston e Seattle, ainda podemos ter como exemplos de lugares onde já podem ser observados estes distritos de inovação:
- Atlanta
- Baltimore
- Buffalo
- Barcelona
- Berlim
- Cambridge
- Cleveland
- Detroit
- Estocolmo
- Houston
- Philadelphia
- Pittsburgh
- Recife
- Saint Louis
- San Diego
- Seul